# Massimino d'Aix
Massimino d'Aix (... – I o IV secolo) è ritenuto il primo santo vescovo di Aix.

## Biografia
Secondo una tradizione fatta circolare dai monaci di Vézelay, sarebbe stato uno dei 72 discepoli di Gesù e verso il 45 sarebbe approdato, insieme con Lazzaro, Marta e  con la Maddalena, alla foce del Rodano; dopo aver diffuso il cristianesimo in Provenza, sarebbe stato scelto dal popolo come primo vescovo di Aix.
Cio è confermato dagli scritti della mistica Valtorta.
Più probabilmente, si tratta di un martire provenzale o dell'Alvernia; se si accetta la teoria secondo cui sarebbe stato il primo vescovo di Aix, va considerato che questa sede fu fondata sotto Valentiniano I o Graziano, nel IV secolo.

## Il culto
Il suo nome non figura in nessuno degli antichi martirologi; inizia a essere commemorato al 7 giugno nei messali e nei breviari di Aix nel XIV secolo, mentre nel breviario di Vézelay è celebrato l'8 giugno.
Ha dato il nome alla città di Saint-Maximin-la-Sainte-Baume; gli era dedicata una chiesa di Aix, ricordata nel 1175, inglobata nella cattedrale nel 1317.
Il suo elogio si legge nel martirologio romano al 8 giugno.